# Braubach
Braubach là một đô thị ở huyện Rhein-Lahn, bang Rheinland-Pfalz, in phía tây nước Đức.

## Thành phố kết nghĩa
- Villeneuve-sur-Yonne